# Unidades de Proteção da Planície de Nínive
As Unidades de Proteção da Planície de Nínive (em siríaco:  ܚܕܝ̈ܘܬ ܣܬܪܐ ܕܫܛܚܐ ܕܢܝܢܘܐ Ḥḏāywāṯ Settārā da-Šṭāḥā d-Nīnwē; em árabe: وحدات حماية سهل نينوى)  são uma organização militar criada em junho de 2014 para defender os cristãos assírios iraquianos do Estado Islâmico, e eventualmente reconquistar os seus territórios atualmente em poder do EI.
O grupo têm o apoio da Organização Mespotâmica Americana e das comunidades assírias-siríacas da diaspóra espalhadas pelo mundo. Um porta-voz declarou que o grupo pretende obter o apoio dos governos do EUA e da Europa.
A planície de Nínive é uma região da província de Ninawa, para norte e leste de Mossul.